# Etheostoma gutselli
Etheostoma gutselli är en fiskart som först beskrevs av Hildebrand 1932.  Etheostoma gutselli ingår i släktet Etheostoma och familjen abborrfiskar. Inga underarter finns listade i Catalogue of Life.